# Les Sims 4 : Au travail
Les Sims 4 : Au travail (The Sims 4: Get to Work) est un pack d'extension du jeu Les Sims 4. Il est sorti en Amérique du Nord le 31 mars 2015. Il comprend quatre nouvelles carrières,  détective, médecin, savant et commerçant. Le jeu dispose également d'un nouveau quartier appelé Magnolia Promenade où vous pouvez aller faire du shopping. Cet opus reprend des éléments des jeux Les Sims 2 : La Bonne Affaire et Les Sims 3 : Ambitions.

## Nouveautés
- Nouveau trait de caractère : résistance à la maladie
- Nouveau skin : alien ,
- Nouvelles options de jeu et interactions : maquillage pour les hommes, grossesses pour les hommes, accouchement à l'hôpital, déterminer le sexe du bébé, chaîne de télévision alien, nouveaux commerces, les maladies
- Nouvelles compétences : la pâtisserie
- Nouveau quartier : Magnolia Promenade
- Nouveaux objets de collection : Géodes
- Nouvelles carrières : policier, médecin, scientifique et commerçant
- Nouveaux objets interactifs : les mannequins, les appareils photo numériques, le Studio photo

## Musique
Le pack d'extension comporte des chansons réenregistrées en Simlish, la langue des Sims.
- L'Entreprise de l'Émotion de l'album 2.0 de Big Data
- Partout où je vais (Kings & Queens) de l'album Les Vikings de New Politics
- Rien n'est Mauvais de l'album Parler des Rêves de Echosmith
- Coup de sifflet (Pendant que Vous travaillez) de Katy Tiz

## Réception
Les Sims 4 : Au Travail a reçu un score de 73 sur 100 sur Metacritic basée sur 24 avis et une note de 7.5/10 sur GameZone.